# Celebrity Shock
Celebrity Shock was een Vlaams televisieprogramma waarin bekende Vlamingen per twee naar het buitenland trokken voor een exclusieve reis. Maar niks was minder waar, want ze hadden de shock van hun leven. Op een barkoude ofwel exotische bestemming volgden ze een beenharde zuiveringskuur. Iedereen kreeg 10.000 euro voor hun goed doel naar keuze, maar wie opgeeft, kreeg niks.

## Seizoen 1: de koppels

### de koppels
Elke Vanelderen & Bert Anciaux
Anne De Baetzelier & Axel Daeseleire
Gilles De Bilde & Rani De Coninck
Davy Brocatus & Leki

## Seizoen 2: de koppels

### de koppels
Tess Goossens en Kevin Janssens
Nele Somers en Roger De Vlaeminck
Marleen Merckx en Jani Kazaltzis
Pascale Platel en Gert Winckelmans